# Кондыра, Павел Андреевич
Павел Андреевич Кондыра (25 февраля 1920, село Руликов — 20 февраля 1986, Киев) — Герой Советского Союза, в годы Великой Отечественной войны командир пулемётного расчёта 12-й гвардейской танковой бригады 4-го гвардейского танкового корпуса 38-й армии 1-го Украинского фронта, гвардии сержант.

## Биография

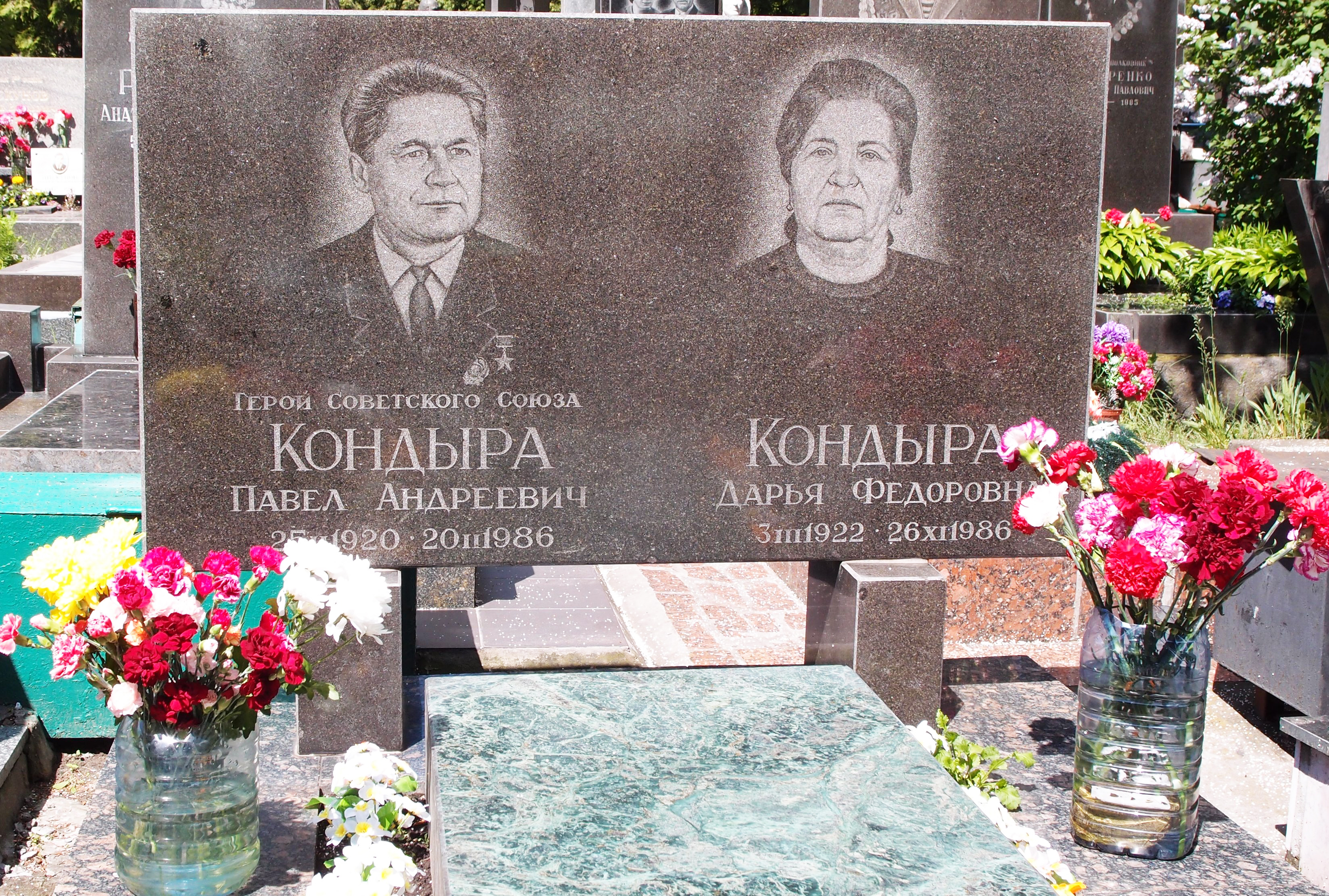
Могила Кондыры на Лукьяновском военном кладбище Киева.

Родился 25 февраля 1920 года в селе Руликов в крестьянской семье. Украинец. Член КПСС с 1968 года. Окончил начальную школу. Работал слесарем на железнодорожной станции Киев-Пассажирский.
В период оккупации Украины фашистскими захватчиками участвовал в боях в составе партизанского отряда. После освобождения Киевской области в ноябре 1943 года призван в ряды Красной Армии. Участник Великой Отечественной войны с января 1944 года. Воевал на 1-м Украинском и 4-м Украинском фронтах. Участвовал в боях за освобождение Западной Украины, освобождал Польшу, Чехословакию.
23-24 октября 1944 гвардии сержант П. А. Кондыра в составе ударного отряда в боях за высоту в районе населённого пункта Нижняя Писана в 8 километрах юго-западнее Дукельского перевала в Чехословакии лично уничтожил около 80 гитлеровцев и подавил 4 пулемётных точки. 24 октября 1944 был тяжело ранен.
Указом Президиума Верховного Совета СССР от 10 апреля 1945 года по мужество и героизм, проявленные в боях на Дукельском перевале, за овладение высотой 536,0 и селом Нижняя Писана гвардии сержанту Павлу Андреевичу Кондыре присвоено звание Героя Советского Союза с вручением ордена Ленина и медали «Золотая звезда» (№ 9000).
В 1945 году после лечения демобилизовался. Работал механиком-бригадиром вагонного участка ЮЗЖД. Жил в Киеве. Умер 20 февраля 1986 года. Похоронен в Киеве на Лукьяновском военном кладбище.

## Награды
- Медаль «Золотая Звезда».
- Орден Ленина.
- Орден Ленина.
- Орден Отечественной войны 1 степени.
- Орден Отечественной войны 1 степени.
- Почётный железнодорожник СССР.
- Почётный гражданин города Василькова Киевской области.

## Увековечение памяти
На Аллее Героев Дуклинского перевала (польско-словацкая граница) поставлен бюст П. А. Кондыры.